# 2. Zentralbüro der Kommunistischen Partei Chinas
Das 2. Zentralbüro der Kommunistischen Partei Chinas (chinesisch: 中共第二中央執行委員會) wurde vom 2. Nationalen Parteitag der Kommunistischen Partei Chinas gewählt, der 1922 in Shanghai tagte. Es war verantwortlich für die Umsetzung des Parteiprogramms, das in einer auf dem Nationalkongress festgelegten Erklärung festgelegt wurde.

## Mitglieder
- Chen Duxiu (1879–1942), Präsident
- Zhang Guotao (1897–1979)
- Cai Hesen
- Gao Junyu
- Deng Zhongxia (1894–1933)